# 山下久美子 ゴールデン☆ベスト -コロムビア・シングルス1980〜1988-
『山下久美子 ゴールデン☆ベスト -コロムビア・シングルス1980〜1988-』（やましたくみこ ゴールデン・ベスト コロムビア・シングルス1980〜1988）は、山下久美子のベスト・アルバム。2005年1月26日にコロムビアミュージックエンタテインメント（現：日本コロムビア）から発売された。

## 概要
2004年に発売された『25th Anniversary Best & Premium Songs』から約1か月での発売となるベスト・アルバム。廉価盤ベスト・アルバム『ゴールデン☆ベスト』シリーズの第1弾として発売され、1995年に発売されたアルバム『シングル・コレクション』以来のシングル・ベスト・アルバムである。
シングル・ベスト・アルバムとしては初めて、12インチシングルとして発売された「FLIP FLOP & FLY」と「REINCARNATION」が収録されたが、CDの収録時間の関係上、B面の「Living Together (Live Version)」と「On Sunday's 1986 ('87 Version)」は収録されていない。
アルバムジャケットは、13thシングル『FLIP FLOP & FLY』の流用である。
2011年に、『ゴールデン☆ベスト』シリーズの第2弾として『山下久美子 ゴールデン☆ベスト EMI YEARS』が発売された。

## 収録曲

### Disc-1
| #         | タイトル                       | 作詞      | 作曲           | 編曲           | 時間  |
| --------- | ------------------------------ | --------- | -------------- | -------------- | ----- |
| 1.        | 「バスルームから愛をこめて」   | 康珍化    | 亀井登志夫     | 松任谷正隆     | 4:04  |
| 2.        | 「Follow You」                 | 野原理香  | 鈴木茂         | 鈴木茂         | 4:53  |
| 3.        | 「ワンダフルcha-cha」          | 呉田軽穂  | 松任谷正隆     | 松任谷正隆     | 3:53  |
| 4.        | 「からっぽ」                   | 菅原武彦  | 松任谷正隆     | 松任谷正隆     | 3:53  |
| 5.        | 「恋のミッドナイト・D.J.」     | KURO      | 西岡恭蔵       | 松任谷正隆     | 3:49  |
| 6.        | 「メイド・イン・ジャパン」     | 康珍化    | 亀井登志夫     | 松任谷正隆     | 4:09  |
| 7.        | 「とりあえずニューヨーク」     | 近田春夫  | 筒美京平       | 近田春夫       | 3:55  |
| 8.        | 「唄にならないBGM」            | 近田春夫  | 筒美京平       | 筒美京平       | 3:35  |
| 9.        | 「雨の日は家にいて」           | 康珍化    | 岡本一生       | 伊藤銀次       | 4:48  |
| 10.       | 「メリーよ急げ!」              | 近田春夫  | 伊藤銀次       | 伊藤銀次       | 4:13  |
| 11.       | 「赤道小町ドキッ」             | 松本隆    | 細野晴臣       | 大村憲司       | 3:13  |
| 12.       | 「トラブル99」                 | 菅原武彦  | 岡本一生       | 大村憲司       | 3:59  |
| 13.       | 「マラソン恋女」               | 康珍化    | 大村憲司       | 大村憲司       | 3:44  |
| 14.       | 「ナチュラル・ハイジャンパァ」 | 下田逸郎  | 板倉文         | 大村憲司       | 3:11  |
| 15.       | 「こっちをお向きよソフィア」   | 康珍化    | 大沢誉志幸     | Hugh McCracken | 4:08  |
| 16.       | 「秋ラメきれないNight Movie」  | 銀色夏生  | 筒美京平       | Hugh McCracken | 2:27  |
| 17.       | 「LOVIN' YOU」                 | 三浦徳子  | Hugh McCracken | 大村雅朗       | 3:53  |
| 18.       | 「オートリバースで恋してる」   | 銀色夏生  | 亀井登志夫     | 大村雅朗       | 4:05  |
| 19.       | 「モーニング・ベルならしてよ」 | 銀色夏生  | 藤木俊平       | 後藤次利       | 3:08  |
| 20.       | 「DOWNTOWN SUNDOWN」           | 神沢礼江  | 後藤次利       | 後藤次利       | 4:22  |
| 合計時間: | 合計時間:                      | 合計時間: | 合計時間:      | 合計時間:      | 77:22 |

### Disc-2
| #         | タイトル                                              | 作詞                   | 作曲       | 編曲                                    | 時間  |
| --------- | ----------------------------------------------------- | ---------------------- | ---------- | --------------------------------------- | ----- |
| 1.        | 「瞳いっぱいの涙」                                    | 康珍化                 | 原田真二   | 後藤次利                                | 4:06  |
| 2.        | 「Cry For The Moon」                                  | 田口俊                 | 滝沢洋一   | 後藤次利・萩田光雄                      | 4:18  |
| 3.        | 「星になった嘘」                                      | 竹花いち子             | 亀井登志夫 | 吉田建・国吉良一                        | 4:24  |
| 4.        | 「Will Be True, Will Be Blue」                        | 吉田建                 | 吉田建     | 吉田建・国吉良一                        | 3:33  |
| 5.        | 「FLIP FLOP & FLY (12inch-Version)」                  | 山下久美子             | 布袋寅泰   | 布袋寅泰                                | 6:12  |
| 6.        | 「GIRL-FRIEND」                                       | 竹花いち子             | 村松邦男   | 布袋寅泰                                | 3:14  |
| 7.        | 「GIRL-FRIEND (FRENCH VERSION)」                      | 永瀧達治               | 村松邦男   | 布袋寅泰                                | 3:14  |
| 8.        | 「BOY-FRIEND」                                        | 竹花いち子             | 村松邦男   | 布袋寅泰                                | 5:18  |
| 9.        | 「BOY-FRIEND (ITALIAN VERSION)」                      | 須江直子               | 村松邦男   | 布袋寅泰                                | 5:18  |
| 10.       | 「SINGLE(シングル)」                                  | 竹花いち子・山下久美子 | 布袋寅泰   | 布袋寅泰                                | 3:58  |
| 11.       | 「I Can't Get You」                                   | 竹花いち子             | 村松邦男   | 布袋寅泰                                | 3:07  |
| 12.       | 「REINCARNATION (Remixed Long Version With Strings)」 | 布袋寅泰               | 布袋寅泰   | 布袋寅泰 ストリングスアレンジ: 中西俊博 | 6:26  |
| 13.       | 「リリス」                                            | 山下久美子             | 布袋寅泰   | 布袋寅泰                                | 4:55  |
| 14.       | 「STAY」                                              | 山下久美子             | 布袋寅泰   | 布袋寅泰                                | 5:22  |
| 15.       | 「MELODY - from Liverpool」                           | 山下久美子             | 布袋寅泰   | 布袋寅泰                                | 3:26  |
| 16.       | 「Rock me Baby」                                      | 山下久美子             | 布袋寅泰   | 布袋寅泰                                | 3:50  |
| 17.       | 「微笑みのその前で」                                  | 山下久美子             | 布袋寅泰   | 布袋寅泰 コーラスアレンジ: ホッピー神山 | 2:54  |
| 18.       | 「Stop Stop Rock'n' Roll」                            | 山下久美子             | 布袋寅泰   | 布袋寅泰                                | 4:28  |
| 合計時間: | 合計時間:                                             | 合計時間:              | 合計時間:  | 合計時間:                               | 78:03 |